# Titularbistum Amudarsa
Amudarsa ist ein Titularbistum der römisch-katholischen Kirche.
Es geht zurück auf einen untergegangenen Bischofssitz in der gleichnamigen antiken Stadt, die in der römischen Provinz Africa proconsularis (heute nördliches Tunesien) lag. Der Bischofssitz war der Kirchenprovinz Karthago zugeordnet.
| Titularbischöfe von Amudarsa |                                     |                                                   |                   |                   |
| Nr.                          | Name                                | Amt                                               | von               | bis               |
| 1                            | Johann Rüth SSCC                    | Apostolischer Vikar von Mittelnorwegen (Norwegen) | 4. Februar 1953   | 17. Februar 1978  |
| 2                            | Rafael Arcadio Bernal Supelano CSsR | Apostolischer Vikar von Sibundoy (Kolumbien)      | 27. Februar 1978  | 29. März 1990     |
| 3                            | Terence John Brain                  | Weihbischof in Birmingham (Philippinen)           | 5. Februar 1991   | 2. September 1997 |
| 4                            | Saúl Figueroa Albornoz              | Weihbischof in Caracas (Venezuela)                | 10. November 1997 | 30. April 2011    |
| 5                            | João Carlos Hatoa Nunes             | Weihbischof in Maputo (Mosambik)                  | 25. Mai 2011      | 2. Januar 2017    |
| 6                            | Michael Miabesue Bibi               | Weihbischof in Bamenda (Kamerun)                  | 24. Januar 2017   | 5. Januar 2021    |
| 7                            | Peter Beňo                          | Weihbischof in Nitra (Slowakei)                   | 29. Januar 2021   |                   |